# Palác Lubomírských
Palác Lubomírských v Přemyšlu (Pałac Lubomirskich w Przemyślu) je tvořen palácem a hospodářským komplexem. Byl postaven v letech 1885–1887 na přání knížete Hieronýma Adama Lubomírského, dle návrhu architekta Maksymiliána Nitsche.

## Historie

### Období 14. – 17. století (obora, hospodářský statek)
Dnes se tento komplex nachází na jihovýchodě Přemyšlu, ve čtvrti Bakoňčyce (Bakończyce). Dříve byly Bakoňčyce samostatným městem. První písemná zmínka o nich pochází ze 14. století, kdy maďarský starosta, spravující tuto oblast, zde založil loveckou oboru. Po začlenění této oblasti do polského území se toto území stalo královským majetkem a patřilo pod správu Přemyšlu. Postupem času byla obora zikvidována a přeměněna na hospodářský statek. Také zde byly postaveny obranné stavby. V 17. století byly Bakoňčyce zpustošeny Tatary, Kozáky, Švédy a vojsky Sedmihradska, což znemožnilo ekonomický rozvoj města.

### 18. – 19. století (zahrada)
V 18. století byly Bakoňčyce letním sídlem starosty Přemyšlu. V roce 1778, po prvním dělení Polska, byla oblast prodána rakouskou vládou Ignacy Cetnerovi, jehož rodina v té souvislost brzy získala hraběcí titul. Ignacy Cetner přepsal Bakoňčyce svým synovcům a v důsledku následného dělení majetku v roce 1814 je získal Andrej (Andrzej) Cetner, který se zasloužil o vytvoření nádherné zahrady obklopující zámek. Po své bezdětné smrti dostala Bakoňčyce jeho neteř Eleonora Mnišova (Eleonora Mniszchowa). Její synové Jiří a Andrej (Jerzy a Andrzej) prodali panství v roce 1854 Konstantinu Čartoryskému (Czartoryski), který jej následně předal svému synovi.

### 19. století (výstavba paláce)
Na základě smlouvy, ze dne 16. února 1868, byla celá oblast, zahrnující Bakoňčyce, Jaksmanice, Brylińce, Nehrybky, Krówniki a Pikulice, zakoupena Hieronýmem Adamem Lubomírským. V roce 1885 začala stavba nádherného paláce, dle návrhu krakovského architekta Maksymiliána Nitsche. Stavba trvala až do roku 1887, ale kvůli nedostatečným finančním prostředkům nebyla rezidence uvnitř dokončena. Palác byl navržen na obdélníkovém půdorysu s přilehlými výstupky a věžemi, terasou a věží s vyhlídkovou glorietou. Měl dvě podlaží a asi třicet místností. Celek byl postaven v eklektickém stylu, který kombinoval novobarokní, novogotickou a novorománskou složku. Palác a okolní přístavby byly obklopeny sedmihektarovým parkem s obdélníkovým rybníkem s kulatým ostrovem. Nedaleko se nacházela farma zaměřená na chov koní a pivovar.

### 20. století, současnost
Během 1. světové války se Bakoňčyce ocitly uvnitř "Pevnosti Přemyšl", v důsledku vojenských operací vypukl požár paláce a byla zničena střecha.
Po vypuknutí 2. světové války byly Bakoňčyce a palác okupovány sovětskou armádou a poté nacistickou armádou.
Po válce byl palác sídlem "Střední zemědělské školy" a od 1. června 2001 byla část místnosti obsazena "Státní vyšší odbornou školou" (Państwowa Wyższa Szkoła Zawodowa), která byla od 13. června 2006 přejmenována na "Státní vyšší východoevropskou školu v Přemyšlu" (Państwowa Wyższa Szkoła Wschodnioeuropejska w Przemyślu). Stará sýpka byla upravena na moderní knihovnu a většina budov v parku se stala sídlem jednotlivých oddělení školy. Rekonstruována byla také novogotická vstupní brána do parku.